# Physique médicale
La physique médicale est une branche de la physique appliquée qui regroupe les applications de la physique en médecine. Elle concerne essentiellement les champs de la radiothérapie, de l'imagerie médicale, de la médecine nucléaire et de la radioprotection. Le physicien médical, anciennement appelé radiophysicien ou physicien d'hôpital, est la personne experte des activités de physique médicale. Il est responsable des aspects techniques relatifs à la production et l'utilisation médicale des rayonnements ionisants ou non au sein de l'établissement de santé, ainsi que de l'optimisation et/ou de la planification des tâches associées à la physique médicale. Le physicien médical est un professionnel de santé inscrit dans le code de la santé public.
Un service de physique médicale est généralement basé dans un établissement de soin ou dans une université et son action peut s'étendre de la pratique clinique, au développement technologique et à la recherche.

## Histoire de la physique médicale
La terminologie « physique médicale » apparait en 1779 grâce à Félix Vicq d’Azyr, secrétaire de l’Académie royale de médecine, dans une revue intitulée « Les Mémoires de Médecine et de Physique Médicale ».

### Genèse: découverte des rayons X et de la radioactivité

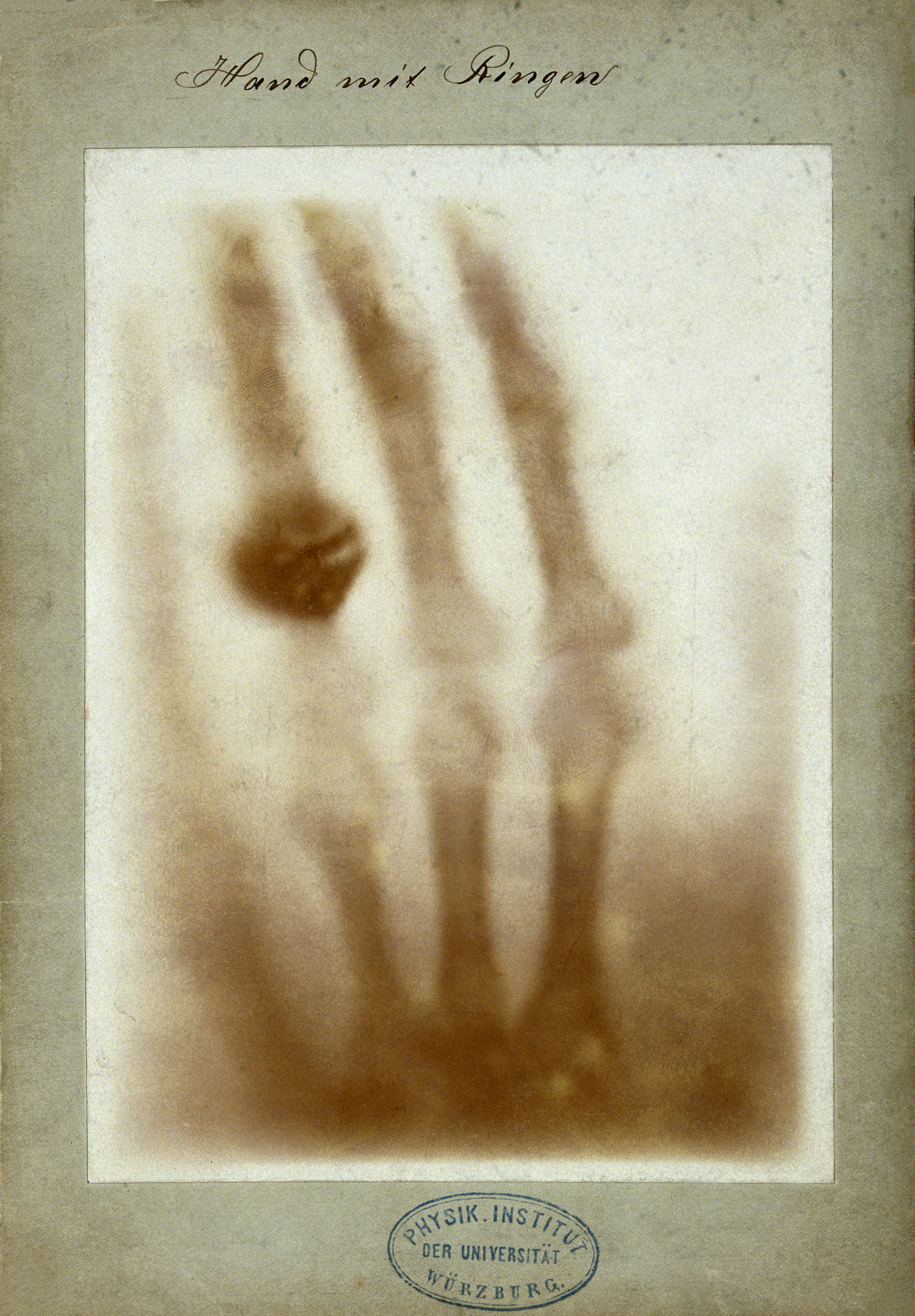
Le premier cliché anatomique radiographique par Wilhelm Röntgen.

Les débuts de la physique médicale sont la conséquence des travaux de Wilhelm Röntgen sur les rayons X. En 1895, il étudie les rayons cathodiques découverts par Johann Wilhelm Hittorf en 1869. Au cours de ses différents essais, en déchargeant le courant d'une bobine de Ruhmkorff dans un tube à vide placé dans une boite en carton, il parvient à observer la fluorescence d'un écran de platinocyanure de baryum situé à l'extérieur de celle-ci,. Il remarque ainsi que ces rayonnements sont capables de traverser la matière. Il renouvelle l'expérience avec plusieurs matériaux dont du papier, du caoutchouc, du verre ou du bois puis observe des différences de densité sur l'écran lorsqu'il place sa main devant le tube. Cette observation des « ombres plus sombres de l'os sur l'image que les ombres de la main » va devenir le principe de la radiographie. D'autres essais le conduise à l'utilisation de films photographiques dont les premiers clichés anatomiques radiographiques sur sa femme Anna Berthe Roentgen le 22 décembre 1895. Wilhelm Röntgen reçoit le premier prix Nobel de physique en 1901 « en témoignage des services extraordinaires rendus par sa découverte des remarquables rayons ultérieurement nommés d'après lui ».
À la suite de la découverte de Wilhelm Röntgen, Henri Poincaré communique les résultats à l'Académie des sciences lors d'une séance hebdomadaire. Étant présent, Henri Becquerel décide de chercher un lien entre les rayons X et le phénomène de fluorescence. Il utilise pour cela des sels d'uranium préalablement exposé à la lumière du soleil puis placé contre des plaques photographiques recouverts d'un carton noir. L'impression de ces dernières lui permet de conclure que les sels sont émetteur de rayons X. La semaine suivante, à cause de conditions météorologiques défavorables, Henri Becquerel ne peut renouveler son expérience d'expositions des sels au soleil. Il les range avec les plaques photographiques dans un tiroir. Décidant de développer les plaques non utilisées, il découvre leur impression malgré le fait que les sels d'uranium — non exposés au soleil — n'étaient pas fluorescent. Il en conclut que le rayonnement émis par l'uranium n'est pas lié à sa fluorescence. Ce rayonnement est historiquement baptisé « rayonnement uranique » ou « rayon U » avant d'être appelé radioactivité. Marie Curie, jeune épouse de Pierre Curie soutient une thèse sur les recherches d'Henri Becquerel, et démontre la radioactivité d'autres éléments comme le thorium, le polonium en 1898 ou encore le radium. Tous ces travaux, à l'origine de la découverte de la radioactivité, ont été récompensés du prix Nobel de physique en 1903 « en témoignage des services extraordinaires rendus par sa découverte de la radioactivité spontanée » pour Henri Becquerel et « en témoignage des services extraordinaires rendus par leurs recherches conjointes sur les phénomènes radiatifs découverts par le Professeur Henri Becquerel » pour Pierre et Marie Curie.
Ces découvertes ont fait évoluer la physique nucléaire et atomique. Leurs applications à la médecine vont rapidement se développer en commençant par l'imagerie médicale dont les premières radiographies sont largement reprises dans la presse et attire un large public.

### Premières applications médicales

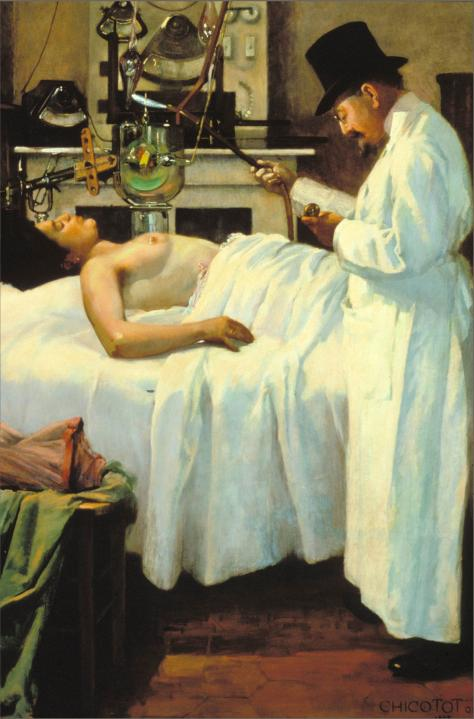
Georges Chicotot en 1907, un des pionniers de la radiothérapie.

La première application des rayons X à la médecine est celle de la radioscopie et de la radiologie. Seulement deux semaines après la publication des travaux de Wilhelm Röntgen le docteur Otto Walkhoof réalise la première radiographie dentaire. L'imagerie médicale se développe rapidement dans le monde en 1896 avec notamment l'installation d'un appareil radioscopique à l'hôpital Tenon pour le dépistage de la tuberculose.
L'année suivant la découverte de Wilhelm Röntgen, en juillet 1896 à Lyon, le docteur Victor Despeignes décide d'utiliser des rayons X émis sous une tension de trente kilovolts pour traiter un patient atteint d'une tumeur à l'estomac. Avec deux séances de trente minutes pendant huit jours, la tumeur est réduite mais d'autres signes cliniques apparaissent. Le patient finit par mourir quelques jours plus tard, mais il s'agit du premier traitement par radiothérapie. En novembre de la même année, le même type de traitement est effectué, par Léopold Freund à Vienne sur une lésion cutanée d'un enfant de quatre ans. Le premier rapport traitant d'une guérison consécutive à un traitement par radiothérapie date de 1899 pour une tumeur cutanée.
Dès 1901, Pierre Curie suggère à Henri-Alexandre Danlos, alors physicien et dermatologue à l'hôpital Saint-Louis de Paris, de placer des tubes de radium dans les zones tumorales,. Deux ans plus tard, et d'une manière indépendante, Alexander Graham Bell propose la même application. Le résultat de ces deux essais est le rétrécissement de la masse tumorale. Il s'agit donc des premières applications de la curiethérapie.
Le développement simultané de ces diverses applications de traitement et la rapide prise de conscience des dommages que peuvent provoquer les rayons X ou les rayons gamma du radium obligent les physiciens à devoir caractériser ces rayonnements. Ainsi, les médecins et les physiciens s'accordent sur la nécessité d'avoir des rayonnements thérapeutiques « sélectifs, ciblés et bien dosés ». La difficulté d'avoir les connaissances conjointes suffisantes de la médecine et de la physique vont faire apparaitre, dans les années 1920, les premiers physiciens spécialisés dans les applications médicales des rayonnements ionisants.

### Spécialisation de la physique médicale

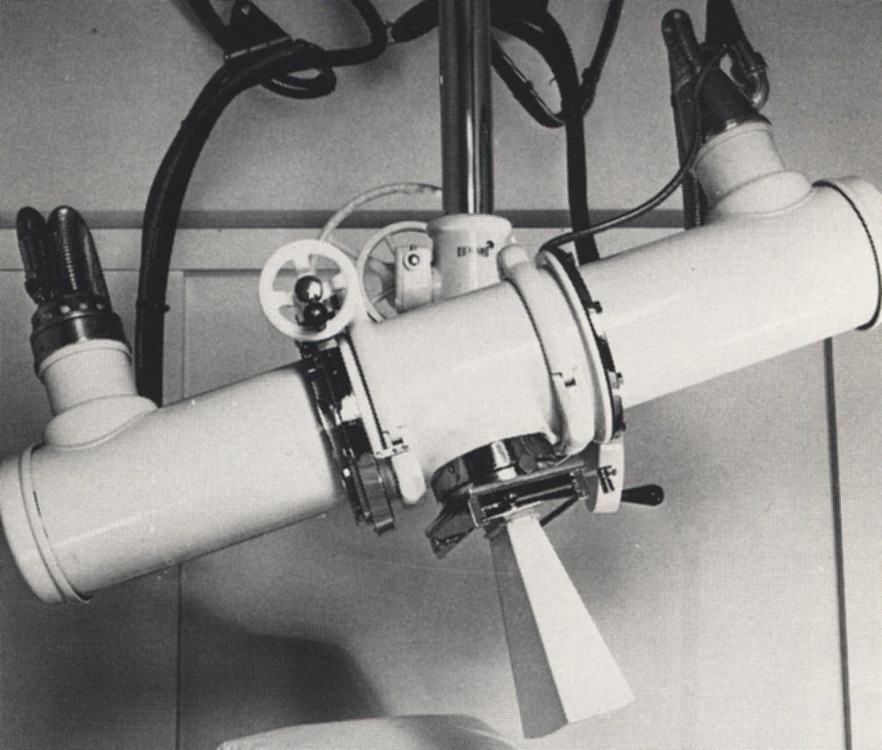
Tube à rayons X de 200 kV en 1938.

Le premier physicien nommé dans un hôpital est Sidney Russ en 1913 au Middlesex Hospital de Londres. Il y était depuis 1910 chargé de recherche. À cette époque, très peu d'organisations professionnelles existent et la majorité d'entre elles sont de corps médical. En 1920, l'Institut britannique de la radiologie offre un statut équivalent entre les physiciens et les médecins généralistes. L'Institut met également en place quelques programmes de formation. Durant les premières années, l'activité principale des physiciens médicaux concerne la mesure de radioactivité et des rayons X pour la radiothérapie et la radioprotection. Pour mettre un cadre autour de ces travaux, des organisations internationales voient le jour à cette époque. La Commission internationale des unités et mesures radiologiques est fondée en 1925 puis la Commission internationale de protection radiologique en 1928. La première a pour objectif d'élaborer des recommandations adaptées à l'échelle internationale concernant la définition de grandeurs et d'unités de mesure des rayonnements ionisants, la seconde établi les normes et publie des recommandations concernant la protection radiologique.
L'Association des physiciens d'hôpitaux du Royaume-Uni nait en 1943, une année où sont recensés cinquante trois physiciens dans le pays.

### Mise en place des normes
Une de premières étapes de la caractérisation des rayonnements est la définition d'une unité de mesure. La première est proposée en 1918, il s'agit du rad — acronyme de « Radiation Absorbed Dose » — qui est défini comme « la quantité de rayons X qui, étant absorbée, peut causer la destruction des cellules en question ». La seconde unité est discutée lors de premier Congrès international de radiologie de Londres en 1925 mais acceptée lors du congrès suivant en 1928. Il s'agit du röntgen qui « est la quantité de rayons X qui (…) induit une unité de charge électrostatique dans un centimètre cube d'air sec à pression et température normales ». La validité de cette définition est étendue aux rayons gamma en 1934 lors du quatrième congrès à Zurich puis mise en œuvre lors du suivant à Chicago en 1937.
Le National Physical Laboratory est un institut britannique spécialisé dans les normes de mesure. Lors de la définition de la dose unitaire — le röntgen — en 1928, un service d'étalonnage pour les hôpitaux a été créé. Le premier système dosimétrique était sous forme de pastille, avant la mise en place de dosimètre.
Lors de la publication de la théorie de Bragg–Gray en 1935, les chambres d'ionisation se répandent dans la pratique de la physique médicale pour devenir l'instrument de mesure le plus couramment utilisé.

### Nouvelle ère, les télécobalts et les accélérateurs linéaires
Les effets des radiations pour le traitement des cancers ont été démontrés, cependant, l'énergie des sources de radium utilisées jusqu'alors ne permettent pas un traitement en profondeur. Des études menées par l'équipe du physicien Glenn Theodore Seaborg au Laboratoire national Lawrence-Berkeley à partir de 1941 ont permis de produire les premières sources de cobalt 60 et qui sont destinées à remplacer le radium. Les sources sont proposées dès 1949 dans les hôpitaux puis d'autres études sont effectuées conjointement aux États-Unis et au Canada pour concevoir un appareil de télécobalt. Le premier traitement avec cet appareil est effectué à London au Canada en octobre 1951. Le nombre d'appareils en activité dans les cliniques et les hôpitaux se développe rapidement, surtout aux États-Unis où 150 sont recensés en 1955. 
Dans le même temps, grâce à l'invention de la cavité résonnante et du magnétron les accélérateurs linéaire se développent. Leur application à la médecine débute en 1952 au Royaume-Uni avec une machine de 8 MV. L'année suivante, des accélérateurs de 6 MV sont commercialisés. Des travaux sont effectués sur les tubes klystron notamment par Varian aux États-Unis et CSF en France. L'augmentation de leur puissance permet de créer de nouveaux appareils plus puissants et de commercialiser les premiers accélérateurs à tube klystron en 1956.

## Applications de la physique médicale
Les principaux domaines d'activité de la physique médicale en milieu hospitalier sont la radiothérapie, l'imagerie médicale, la médecine nucléaire et la radioprotection. En 2008, la répartition des effectifs dans les services est estimée à 85 % en radiothérapie, 10 % en imagerie et 5 % en médecine nucléaire.

### Radiothérapie

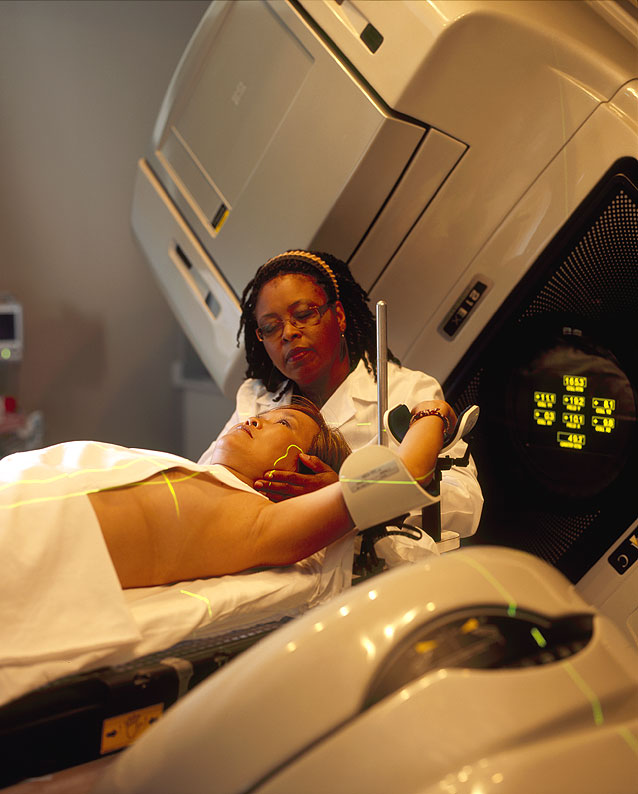
Mise en place d'une patiente traitée pour un cancer du sein par un accélérateur linéaire d'électrons en radiothérapie.

La majorité de l'activité de physique médicale, gérée par les physiciens médicaux, concerne la radiothérapie. Elle se compose de différents domaines que sont la métrologie des radiations ionisantes, la planification des traitements, les contrôles qualité et la radioprotection.
La gestion des risques dans la chaîne du traitement et l'analyse de la qualité des processus sont également incluses dans les activités de la physique médicale. Enfin, une petite partie de l'activité concerne la recherche pour le développement et l'évaluation de nouvelles techniques de traitement ou de calcul de dose comme la simulation par méthode de Monte-Carlo.

#### Métrologie des radiations ionisantes
La mesure de la dose absolue dans un faisceau d'irradiation délivré par un accélérateur linéaire est le domaine réservé du physicien médical. Il permet de définir la performance de l'appareil en déterminant son débit. Sa connaissance est indispensable pour assurer la délivrance exacte de la dose prescrite par le radiothérapeute. Elle permet d'éviter les sous-dosage ou sur-dosage.
La mesure de dose absolue est effectuée en suivant les protocoles TRS 277, TRS 398 et plus récemment pour les techniques particulières le TRS 483 de l'Agence internationale de l'énergie atomique et elle engage la responsabilité du physicien. Ainsi le physicien médical est parfois appelé le « pharmacien des rayons ».

#### Planification des traitements

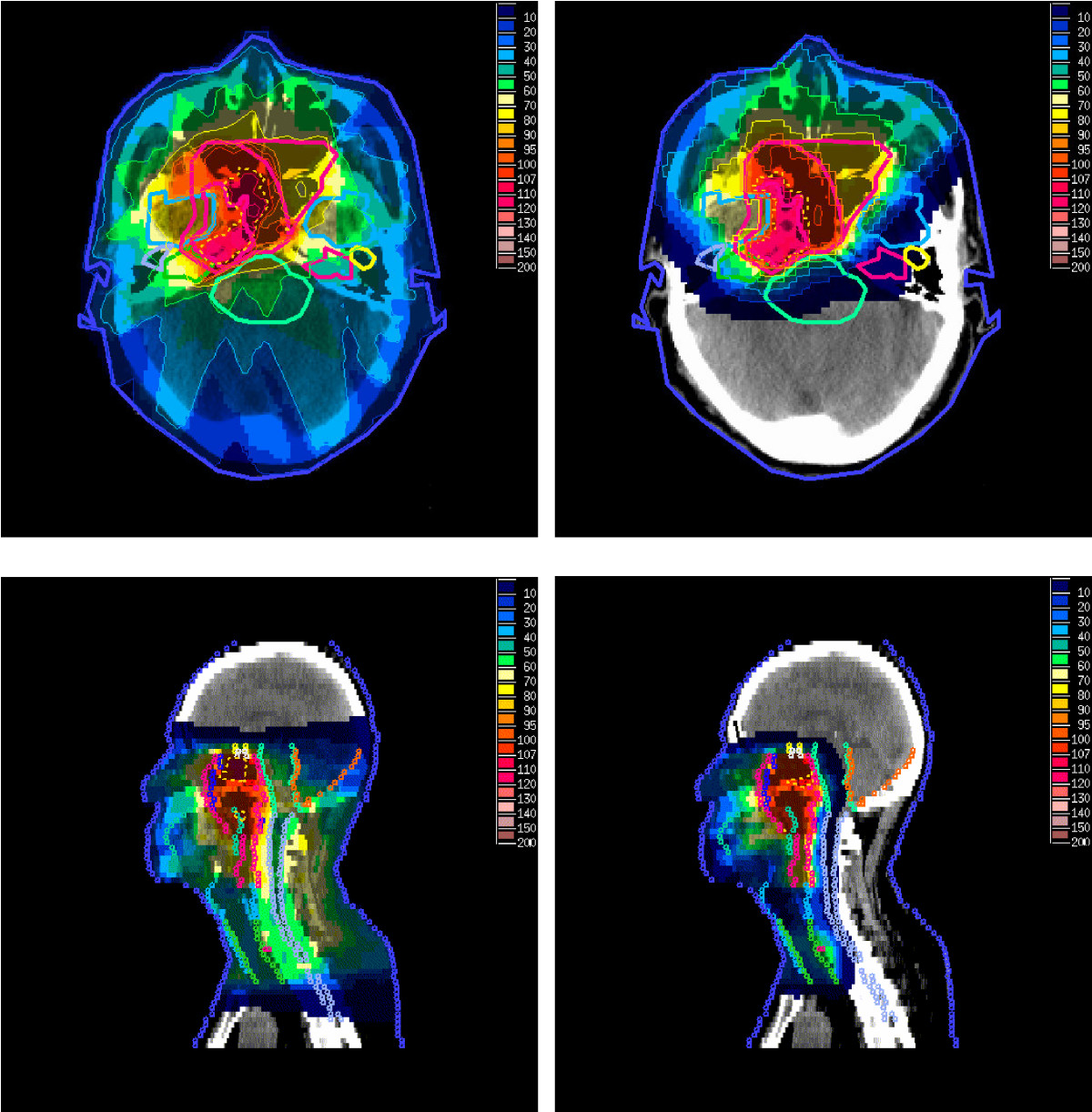
Représentation de la distribution de dose dans un encéphale pour deux techniques d'irradiation.

La planification de traitement est souvent — improprement — appelée dosimétrie. Il s'agit à l'aide de console informatique dotée d'un système de planification de traitement et d'images numériques du patient, le plus souvent des images scanner, de choisir une balistique de traitement et de calculer la dose délivrée dans les tissus en prenant en compte la prescription médicale au volume cible et les tolérances des organes à risque. Elle est réalisée par un physicien médical ou, par délégation de ce dernier, par un dosimétriste.
Les contours des volumes cibles et des organes à risques sont établis sur les images scanner du patient par le radiothérapeute. Ils permettent d'obtenir des organes virtuels en trois dimensions sur lesquels auront lieu l'étape de simulation virtuelle. La représentation en trois dimensions de ces volumes permet de visualiser en temps réel et pour toutes les orientations leurs géométries. On obtient donc un patient « virtuel ». La planification, réalisée sous la responsabilité du physicien médical, consiste à définir la balistique de traitement en choisissant le nombre de faisceaux qui seront utilisés, ainsi que leur orientation, leur porte d'entrée et la forme du champ d'irradiation pour se conformer au maximum autour du volume cible en épargnant les organes à risques.
L'énergie du faisceau d'irradiation est définie selon la situation des volumes cibles dans le patient. Pour les tumeurs profondes, comme dans le cas du cancer de la prostate, un faisceau photons de 18 MV ou 25 MV pourra être choisi, pour des tumeurs moins profondes, comme dans le cas d'un cancer du sein, un faisceau photons de typiquement 6 MV sera préféré. Les faisceaux d'électrons sont quant à eux utilisés pour traiter des tumeurs superficielles à la peau ou en complément des faisceaux de photons.
La première définition de tous ces paramètres n'est pas définitive. Elle pourra être modifiée lors de l'étape suivante qui consiste à optimiser la dose.
La dose à délivrer est définie selon des critères médicaux par le médecin radiothérapeute. Elle est indiquée dans le TPS. Les interactions rayonnement-matière y sont simulées pour calculer la distribution de dose dans le patient, à partir des images scanner. L'analyse de la balistique consiste à contrôler les histogrammes dose-volume, vérifier que les volumes cibles sont suffisamment couverts et que la dose aux organes à risques ne dépasse pas les contraintes médicales. Les paramètres du choix de l'énergie, de l'orientation des faisceaux, ou de la forme des champs d'irradiation sont adaptés jusqu'à obtenir un résultat satisfaisant.
Une fois la planification du traitement terminée, celle-ci doit être validée conjointement par un physicien médical et un oncologue-radiothérapeute. Les deux professionnels se partagent la responsabilité de l'optimisation. Pour chaque patient, le médecin est responsable de la prescription (du diagnostic à la dose prescrite, en passant par la définition des volumes à irradier/protéger) et le physicien est responsable de la délivrance de la dose validée (de l'étalonnage des machines et des TPS jusqu'aux différentes étapes de calculs du plan de traitement, et de validations/vérifications nécessaires avant, pendant et après le traitement). 
Elle est ensuite transmise aux systèmes informatiques des accélérateurs linéaires pour réaliser le traitement du patient.

#### Contrôles de qualité
La mise en place des contrôles de qualité de l'ensemble des appareils installés sur le plateau technique, c'est-à-dire les accélérateurs, scanner, TPS ou simulateur, est le rôle du physicien médical. Les contrôles sont issus de recommandations publiées par des organismes internationaux comme la Commission électrotechnique internationale, avec la norme IEC 976, ou l'Agence internationale de l'énergie atomique et sont définies par des organismes nationaux comme la FDA aux États-Unis ou l'ANSM en France.

### Imagerie médicale
Le physicien médical intervient aussi dans le domaine de l'imagerie médicale. Il participe au développement de nouvelles techniques, au traitement de l'image, à l'évaluation de sa qualité et à l'optimisation des protocoles d'acquisition en trouvant des compromis entre la dose délivrée au patient et la qualité de l'image. 
Les grands domaines d'imagerie médicale sont :
- la radiologie, incluant la radiologie conventionnelle, le tomodensitométrie ou la mammographie pour la qualité de l'image, l'évaluation de la dose pour le personnel et les patients, et la qualité des installations ;
- les ultrasons, c'est-à-dire l'échographie pour la qualité de l'image ;
- la médecine nucléaire, incluant la tomographie par émission monophotonique et la tomographie par émission de positons pour la qualité de l'image, l'évaluation de la dose pour le personnel et les patients, la qualité des installations, le traitement de l'image et le développement de protocoles ;
- l'imagerie par résonance magnétique pour la qualité de l'image, la qualité des installations, le traitement de l'image, et le développement de protocoles.

### Radioprotection
En France, le physicien médical est responsable de la radioprotection du patient uniquement. Il peut participer, avec la Personne Compétente en Radioprotection (PCR), à l'architecture des bunkers, au calcul de l'épaisseur des murs des salles de radiologie et de médecine nucléaire, etc. S'il est lui-même PCR, il est également responsable de la radioprotection du personnel et du public.

## Formation et diplômes

### En Belgique
En Belgique, l'accès à la profession de physicien médical est conditionné par une reconnaissance qui peut être obtenue auprès de l'Agence Fédérale de Contrôle Nucléaire (AFCN) qui octroie le titre requis aux candidats titulaires d'un diplôme spécifique délivré par plusieurs universités francophones et néerlandophones. Ce diplôme peut être obtenu au terme d'une formation spécifique d'un an consécutive à une formation scientifique de niveau master 2 (souvent en physique, mais d'autres diplômes initiaux peuvent également être acceptés sous certaines conditions : chimie, ingénieur, médecine…) suivie de plusieurs mois de stages dans des services de radiothérapie, radiodiagnostic et médecine nucléaire en hôpital. Dans certaines universités, il est également possible d'intégrer les cours spécifiques à cette formation au programme d'un master initial en sciences physiques accessible aux titulaires d'un grade de bachelier (Bac+3) dans une discipline scientifique. Les cours sont alors répartis sur les deux années de master en tant que finalité spécialisée, les stages nécessaires à la reconnaissance officielle restant à effectuer après le master. Il n'y a pas de concours spécifique restreignant l'accès à ces études.

### Au Canada

#### Au Québec
La profession de physicien médical exige la réussite d'une maîtrise (master degree) en physique médicale. 
Une association provinciale représente les physiciens québécois. Elle demeure en lien avec des organismes de certification canadiens et américains.

### En France
En France, la grande majorité des physiciens médicaux travaille dans les services de radiothérapie, où leur présence est légalement obligatoire. Mais leur présence dans les services de diagnostic et de médecine nucléaire tend à se généraliser. Ils peuvent également être personne compétente en radioprotection (PCR). Plus simplement ils sont les acteurs de premier plan dans la gestion des radiations ionisantes utilisées en médecine.  
Le physicien médical doit détenir le diplôme d'État de qualification en physique radiologique et médicale (DQPRM). La formation du DQPRM comprend un enseignement théorique de 14 semaines la première année et de sept semaines la seconde année, sur le site de l'INSTN. Par ailleurs, un total de 24 mois de stage pratique est effectué dans un ou plusieurs des établissements d'accueil principaux (EAP). Ces deux ans de formation se répartissent en quatre stages de 6 mois chacun et couvrent à la fois l'imagerie médicale, la médecine nucléaire et la radiothérapie. 
L'accès à la formation professionnelle (DQPRM) se fait sur concours avec numérus clausus, après un master 2 (bac + 5) de physique médicale accrédité, ou à titre dérogatoire sur dossier. 
Sept diplômes de master sont reconnus en France. Il s'agit de ceux de Paris, Toulouse, Grenoble, Nantes, Lille, Rennes et Clermont-Ferrand. 
Le physicien médical peut compléter sa formation par un doctorat en sciences.
Ainsi, en France, le physicien médical est un professionnel de santé (livre II du Code de la santé publique) de bac + 7 à bac + 10 (physicien médical docteur en sciences), sélectionné sur concours.

### En Australie
En Australie, la formation est reconnue par cinq universités qui requiert une licence en physique suivie par l'obtention d'un master en physique médicale ou bien une licence en physique médicale de 4 ans, (3 ans license + 1 an en honours). Celles-ci sont accréditées par l'ACPSEM (Australian College Of Physical Scientists and Engineers in Medecine), une institution qui permet la reconnaissance de la formation en Nouvelle-Zélande et certaines iles du Pacifique (Samoa et Tonga). 
Afin d'être reconnu entièrement physicien médical, la formation en hôpital qui précède le master dure trois ans, pouvant aller jusqu’à cinq ans si le physicien décide d’obtenir son master à mi-temps, et se termine par un examen oral et écrit. Certains employeurs apprécient des profils différents, ingénieurs ou autres scientifiques, et autorisent le passage d'un master à temps partiel en concordance avec le travail en milieu hospitalier. Durant la formation, nommée TEAP program, le physicien a le titre de Medical Physicist Registrar, et se doit d'être supervisé. 
Cette formation peut être obtenue dans un des trois domaines de la physique médicale :
1. Radiothérapie externe appelé Radiation Oncology Medical Physics (ROMP) ;
2. Médecine nucléaire appelé  Diagnostic Imaging (Nuclear Medicine & Radiology) Medical Physics (DIMP) ;
3. Imagerie médicale, aussi appelé Diagnostic Imaging (Nuclear Medicine & Radiology) Medical Physics (DIMP).

Certains physiciens médicaux peuvent facultativement obtenir le titre de docteur en sciences à la suite de l'obtention d'un doctorat après le master ou licence (avec honours). Contrairement à la France, l’obtention d’une position en hôpital pour un registar ne dépend pas du nombre de places libres, seulement des compétences requises. 
Les salaires de physiciens médicaux rendent la profession de plus en plus attractive. Dans l'état de la Nouvelle Galles du Sud, un salaire après le master (données de 2017) est 67 184 AUD$, et une fois accrédité de 111 978 AUD$ par an. Ces salaires sont différents en fonction de l'État, comme dans l'État de Victoria (Voir Références, page 86).
Les physiciens médicaux accrédités à l’étranger peuvent obtenir une équivalence sur le territoire australien dépendamment du nombre d’années d’expériences dans un service clinique. Cette décision est prise par les membres de l’ACPSEM, et se fait cas par cas. Pour les physiciens accrédités ou demandant une position de registrar, travailler en Australie sans le passeport australien ou la résidence permanente requiert au candidat d’obtenir un sponsor visa.

### Aux Pays-Bas
L'accès à la formation d'une durée de 4 ans peut se faire officiellement après un diplôme de master 2 et sur dossier. L'hôpital formateur choisit directement le candidat qu'il juge le plus qualifié, il n'y a pas de concours national avec classement. En pratique, les candidats à la formation de physicien médical sont souvent également docteur en sciences, car titulaires d'une thèse de doctorat préalablement à la formation. 

### Ailleurs dans le monde
Il existe plusieurs programmes académiques en physique médicale dans le monde.
En Angleterre, la formation existe dans de très nombreuses universités, généralement au niveau master. Cependant, seules vingt-deux universités ont l'accréditation nécessaire, accordée par l'Institute of Physics and Engineering in Medicine. Parmi les masters reconnus en physique médicale on retrouve aussi bien des institutions comme Imperial College London que des formations alternatives telles le master en physique médicale de l'Open University.